# Corps Cajal
 (mai 2021).
La mise en forme du texte ne suit pas les recommandations de Wikipédia : il faut le « wikifier ».
Les points d'amélioration suivants sont les cas les plus fréquents. Le détail des points à revoir est peut-être précisé sur la page de discussion.
- Les titres sont pré-formatés par le logiciel. Ils ne sont ni en capitales, ni en gras.
- Le texte ne doit pas être écrit en capitales (les noms de famille non plus), ni en gras, ni en italique, ni en « petit »…
- Le gras n'est utilisé que pour surligner le titre de l'article dans l'introduction, une seule fois.
- L'italique est rarement utilisé : mots en langue étrangère, titres d'œuvres, noms de bateaux, etc.
- Les citations ne sont pas en italique mais en corps de texte normal. Elles sont entourées par des guillemets français : « et ».
- Les listes à puces sont à éviter, des paragraphes rédigés étant largement préférés. Les tableaux sont à réserver à la présentation de données structurées (résultats, etc.).
- Les appels de note de bas de page (petits chiffres en exposant, introduits par l'outil «  Source ») sont à placer entre la fin de phrase et le point final[comme ça].
- Les liens internes (vers d'autres articles de Wikipédia) sont à choisir avec parcimonie. Créez des liens vers des articles approfondissant le sujet. Les termes génériques sans rapport avec le sujet sont à éviter, ainsi que les répétitions de liens vers un même terme.
- Les liens externes sont à placer uniquement dans une section « Liens externes », à la fin de l'article. Ces liens sont à choisir avec parcimonie suivant les règles définies. Si un lien sert de source à l'article, son insertion dans le texte est à faire par les notes de bas de page.
- La présentation des références doit suivre les conventions bibliographiques. Il est recommandé d'utiliser les modèles {{Ouvrage}}, {{Chapitre}}, {{Article}}, {{Lien web}} et/ou {{Bibliographie}}. Le mode d'édition visuel peut mettre en forme automatiquement les références.
- Insérer une infobox (cadre d'informations à droite) n'est pas obligatoire pour parachever la mise en page.

Pour une aide détaillée, merci de consulter Aide:Wikification.
Si vous pensez que ces points ont été résolus, vous pouvez retirer ce bandeau et améliorer la mise en forme d'un autre article.
Pour les articles homonymes, voir Cajal.

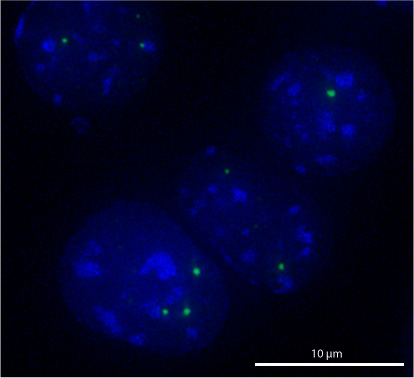
Noyaux de cellules de souris (bleu) contenant des corps Cajal (vert) visualisés par fusion de la protéine p80 / Coilin à la GFP.

Un corps cajal, aussi appelé corps enroulé, est un corps nucléaire sphérique de 0,3 à 1,0 µm de diamètre trouvé dans le noyau de cellules prolifératives telles que les cellules embryonnaires et les cellules tumorales, ou les cellules métaboliquement actives comme les neurones.
Les corps Cajal sont des organites sans membrane et sont en grande partie constitués de protéines et d'ARN. Ils ont été signalés pour la première fois par Santiago Ramón y Cajal en 1903, qui les a appelés corps accessoires nucléolaires en raison de leur association avec les nucléoles des cellules neuronales. Ils ont été redécouverts à l'aide du microscope électronique (ME) et nommés corps enroulés, du fait de leur apparence de fils enroulés sur des images ME, puis renommés d'après leur découvreur. La recherche sur les corps Cajal  a été accélérée après la découverte et le clonage de la protéine marqueur p80 / Coilin. Les corps Cajal ont été impliqués dans des processus métaboliques liés à l'ARN tels que la biogenèse, la maturation et le recyclage des snRNP, le traitement de l'ARNm d'histone et la maintenance des télomères. Les corps Cajal assemblent l'ARN qui est utilisé par la télomérase pour ajouter des nucléotides aux extrémités des télomères.

## Histoire
Les corps Cajal ont été initialement découverts par le neurobiologiste Santiago Ramón y Cajal en 1903 sous forme de petites taches argyrophiles (facilement colorées par des sels d'argent, littéralement «aimant l'argent») dans les noyaux de cellules neuronales colorées à l'argent. En raison de leur association étroite avec les nucléoles, il les a nommés corps accessoires nucléolaires . Plus tard, ils ont été oubliés et redécouverts plusieurs fois indépendamment, ce qui a conduit à un état où les scientifiques de différents domaines de recherche ont utilisé des noms différents pour la même structure. Les noms utilisés pour les corps Cajal ont inclus « organites sphérique s», « Binnenkörper », « corps nucléolaires » et « corps enroulés ». Le nom de corps enroulés vient de l'observation des microscopistes électroniques Monneron et Bernhard. Ils ont décrit les corps comme des agrégats composés de fils enroulés d'une épaisseur de 400 à 600 Å . Lors de l'utilisation d'un grossissement plus élevé, elles apparaissent comme de minuscules fibrilles de 50 Â d'épaisseur torsadées de manière irrégulière le long de l'axe des fils. On a même prédit que les corps se composaient de ribonucléoprotéines puisque le traitement des cellules avec la protéase et la RNase ensemble, mais pas seuls, a provoqué des changements considérables dans la structure des corps Cajal.

## Localisation
Les corps de Cajal ne se trouvent que dans les noyaux de cellules végétales, de levure et d'animaux. Les cellules dans lesquelles les corps Cajal sont les plus apparents présentent généralement des niveaux élevés d'activité transcriptionnelle et se divisent souvent rapidement.

## Cycle cellulaire
Ils mesurent environ 0,1 à 2,0 micromètres et sont présents au nombre de un à cinq par noyau. Le nombre varie selon les types de cellules et au cours du cycle cellulaire. Le nombre maximum est atteint au milieu de la phase G 1 et vers G 2, ils deviennent plus grands et leur nombre diminue. Ils se désassemblent pendant la phase M et réapparaissent plus tard dans la phase G 1. Les corps de Cajal sont peut-être des sites d'assemblage ou de modification de la machinerie de transcription du noyau.

## Les fonctions
Les corps Cajal sont liés au nucléole par les protéines de la coiline. La P80-coilin est un marqueur spécifique des corps enroulés  et démontre que ces corps ont tendance à être associés au nucléole lorsque les cellules ne se divisent pas. Les corps Cajal sont associés à l'assemblage et au recrutement de la télomérase via une séquence CAB-ARN commune à la fois aux ARN du corps Cajal (scaRNA) et au composant ARN de la télomérase (TERC). TCAB1 reconnaît la séquence CAB dans les deux et recrute la télomérase vers les corps Cajal.
Les corps Cajal contiennent des concentrations élevées de petites ribonucléoprotéines nucléaires d'épissage (snRNP), indiquant peut-être qu'elles fonctionnent pour modifier l'ARN après qu'il a été transcrit à partir de l'ADN. Des preuves expérimentales indiquent que les corps Cajal contribuent à la biogenèse de l'enzyme télomérase et aident au transport ultérieur de la télomérase vers les télomères,.